# Росеново (област Бургас)
 За другото българско село вижте Росеново (област Добрич).  
Росеново е село в Югоизточна България. То се намира в община Средец, област Бургас.

## География
Село Росеново се намира в планината Странджа, на 8 km от общинския център Средец и на 37 km от областния център Бургас.

## История
До 1934 година името на селото е Герге бунар.
В края на XIX век етнографът Димитър Маринов отбелязва жителите на Гергебунар и няколко съседни села като рупци, предполагайки въз основа на неясни местни легенди, че те са потомци на бежанци от насилствената ислямизация в Родопите през XVII век.

## Население

### Етнически състав
Преброяване на населението през 2011 г.
Численост и дял на етническите групи според преброяването на населението през 2011 г.:
|                     | Численост |
| Общо                | 30        |
| Българи             | 30        |
| Турци               | -         |
| Цигани              | -         |
| Други               | -         |
| Не се самоопределят | -         |
| Неотговорили        | -         |

## Личности
Родени
- Продан Гарджев (1936 – 2003), борец, олимпийски шампион
- Костадин Варимезов 1918 – 2002, майстор-гайдар
- Георги Арабаджиев – командир на танк и старшина на танкова рота към поделение 70390, награждаван с множество медали и други отличия. Също така носител на орден „Червено знаме на труда“.
- Иван Варимезов (р. 1942), оператор, син на Костадин Варимезов.